# Administration météorologique
Une administration météorologique est une administration qui procure directement ou indirectement l’assistance météorologique à la navigation aérienne internationale au nom d’un Membre.